# Павлогірківка
Павлогіркі́вка — село в Україні, у Кетрисанівській сільській громаді Кропивницького району Кіровоградської області. Населення становить 403 осіб. Колишній центр Павлогірківської сільської ради.

## Населення
Згідно з переписом УРСР 1989 року чисельність наявного населення села становила 472 особи, з яких 225 чоловіків та 247 жінок.
За переписом населення України 2001 року в селі мешкали 433 особи.

### Мова
Розподіл населення за рідною мовою за даними перепису 2001 року:
| Мова       | Відсоток |
| ---------- | -------- |
| українська | 97,46 %  |
| російська  | 0,92 %   |
| молдовська | 0,46 %   |
| циганська  | 0,46 %   |
| білоруська | 0,23 %   |
| інші       | 0,47 %   |

## Відомі люди
- Капелюшний Леонід Володимирович — український редактор, сценарист.
- Самійленко Віктор Васильович — український художник, скульптор.
- Лапа Леонід Данилович — заслуженний журналіст України